# اسکار ریباس ریگ
اسکار ریباس ریگ (انگلیسی: Òscar Ribas Reig؛ زاده ۲۶ اکتبر ۱۹۳۶ – درگذشته ۱۸ دسامبر ۲۰۲۰) سیاست‌مدار اهل آندورا بود. وی دو بار از ۸ ژانویه ۱۹۸۲ تا ۲۱ مه ۱۹۸۴ و سپس از ۱۲ ژانویه ۱۹۹۰ تا ۷ دسامبر ۱۹۹۴ نخست‌وزیر آندورا بود.
اسکار ریباس ریگ در ۱۸ دسامبر ۲۰۲۰، در سن ۸۴ سالگی و در اثر کهولت سن درگذشت.
وی همچنین برندهٔ جوایزی همچون لژیون دونور (فرمانده) شده‌است.